# The Shadow Theory
The Shadow Theory è il dodicesimo album in studio del gruppo power metal statunitense Kamelot, pubblicato nel 2018.

## Tracce
Testi e musiche di Oliver Palotai, Sascha Paeth, Thomas Youngblood e Tommy Karevik, eccetto dove indicato.
1. The Mission – 1:30
2. Phantom Divine (Shadow Empire) – 4:05 – featuring Lauren Hart (Once Human)
3. RavenLight – 3:38
4. Amnesiac – 3:40
5. Burns to Embrace – 5:53
6. In Twilight Hours – 4:15 – featuring Jennifer Haben (Beyond the Black)
7. Kevlar Skin – 4:05
8. Static – 3:58
9. MindFall Remedy – 3:22 – featuring Lauren Hart (Once Human)
10. Stories Unheard – 4:24
11. Vespertine (My Crimson Bride) – 3:58
12. The Proud and the Broken – 6:24
13. Ministrium (Shadow Key) – 3:02

Bonus CD (Ed. Digipak)
1. Phantom Divine (Shadow Empire) (instrumental version) – 4:07
2. RavenLight (instrumental version) – 3:38
3. Amnesiac (instrumental version) – 3:38
4. Burns to Embrace (instrumental version) – 5:53
5. Kevlar Skin (instrumental version) – 4:05
6. The Proud and the Broken (instrumental version) – 6:25
7. The Last Day of Sunlight (bonus track) (Palotai, Paeth, Youngblood, Karevik, Bob Katsionis) – 4:20

## Formazione

### Gruppo
- Tommy Karevik – voce
- Thomas Youngblood – chitarra
- Sean Tibbetts – basso
- Oliver Palotai – tastiera
- Johan Nunez – batteria, percussioni

### Ospiti
- Lauren Hart (Once Human) – voce e growl in Phantom Divine (Shadow Empire), growl in MindFall Remedy
- Jennifer Haben (Beyond the Black) – voce in In Twilight Hours